# Tony Klatka
Tony Klatka (* 6. März 1946) ist ein US-amerikanischer Jazzmusiker (Trompete, Flügelhorn, Arrangement).

## Leben und Wirken
Klatka begann seine Karriere in den späten 1960er-Jahren; 1970–76 arbeitete er als Musiker und Arrangeur bei Woody Herman and His Orchestra, mit dem auch erste Aufnahmen entstanden (Light My Fire) und 1970 auf dem Monterey Jazz Festival auftrat. In den folgenden Jahren spielte er bei Blood, Sweat & Tears, zu hören auf den Alben Mirror Image (1974) und New City (1975), weiterhin in der Dan Terry Big Band, der International Dues Band, im Neophonic Jazz Orchestra unter Leitung von Joel Kaye. In späteren Jahren spielte er bei Chris Daniels & The Kings und in der Bigband Denver Brass; als Arrangeur arbeitete er für die Temple University Big Band. Im Bereich des Jazz war er zwischen 1970 und 1998 an 18 Aufnahmesessions beteiligt.